# ドニプロ国際空港
ドニプロ国際空港（ドニプロこくさいくうこう、ウクライナ語: Міжнародний аеропорт "Дніпро",英語: Dnipro International Airport) は、ウクライナの都市ドニプロ南東15 kmの地点にある国際空港である。
2022年のロシアによるウクライナ侵攻中の4月10日、ロシア連邦軍の攻撃を受け、空港と空港周辺のインフラが破壊された。

## 概要
ドニプロ国際空港は海抜147mの高さに位置している。表面がコンクリートで、長さ2,841m、幅44mの滑走路を1本有し、空港所有者はドニプロアヴィア。
2011年、空港所有者は旅客ターミナルを新設するプロジェクトを開始した。このプロジェクトではハルキウ州ハルキウに位置する、ハルキウ国際空港に新設された旅客ターミナルと同仕様の、大規模国際ターミナルの建設を想定していた。しかし、建設計画は凍結され、2016年の時点で基礎工事以上の工事は行われていない。
2022年2月24日のロシアによるウクライナ侵攻により、旅客便の運航が無期限停止となり、3月15日にはロシア連邦軍のミサイル攻撃を受けて空港施設に甚大な被害が生じ、4月10日に再度、ロシア連邦軍からの攻撃を受け、空港と空港周辺のインフラが完全に破壊された。

## 就航航空会社と就航都市
2022年2月24日時点で、ロシアによるウクライナ侵攻の影響により全便が運航停止となっている。以下は運航停止前の就航状況。

### 国内線
| 航空会社           | 就航地                 |
| ------------------ | ---------------------- |
| ウクライナ国際航空 | キエフ・ボルィースピリ |
| ウインドローズ航空 | キエフ・ボルィースピリ |

### 国際線
| 航空会社           | 就航地                            |
| ------------------ | --------------------------------- |
| ウクライナ国際航空 | 中東:テルアビブ                   |
| ウインドローズ航空 | 季節運航:シャルム・エル・シェイク |

## 旅客数
ソ連時代だった1990年、旅客数が最多である。
| 年   | 旅客数   | 前年度比較 |
| ---- | -------- | ---------- |
| 1960 | 0106,000 |            |
| 1970 | 0475,000 | 348.1%     |
| 1980 | 0530,000 | 11.6%      |
| 1990 | 0660,000 | 24.5%      |
| 1991 | 0474,000 | 28.2%      |
| 1993 | 053,000  | 88.1%      |
| 2007 | 0341,430 | 544.2%     |
| 2008 | 0426,532 | 24.9%      |
| 2009 | 0444,150 | 4.1%       |
| 2010 | 0341,430 | 2.5%       |
| 2011 | 0426,532 | 5.8%       |
| 2012 | 0444,150 | 4.2%       |
| 2013 | 0454,981 | 2.4%       |
| 2014 | 0446,798 | 1.8%       |
| 2015 | 0346,014 | 22.5%      |
| 2016 | 0284,914 | 18.0%      |

注釈 2010年 - 2016年: 